# Acremonium cavaraeanum
Acremonium cavaraeanum är en svampart som först beskrevs av Jasevoli, och fick sitt nu gällande namn av W. Gams 1971. Acremonium cavaraeanum ingår i släktet Acremonium, ordningen köttkärnsvampar, klassen Sordariomycetes, divisionen sporsäcksvampar och riket svampar.   Inga underarter finns listade i Catalogue of Life.